# Друкарство на Тернопільщині
Друкарство в Тернопільській області — друкування книг пресом із використанням шрифту в металевій ливарній формі, яке започаткував німець Йоган Ґутенберґ близько 1440 року, згодом удосконалене.

## Перші книги
На Тернопільщині виникло на початку 17 ст. Першу книгу — «Зерцало богословії» — надрукував 12 березня 1618 року в Почаєві, ймовірно, на території монастиря Кирило Транквіліон-Ставровецький у своїй пересувній друкарні. Автором був сам друкар. Наступного року він випустив у цій друкарні в селі Рохманів (нині Шумського району) в маєтку Ірини (Раїни) Вишневецької-Могилянки другу власну книгу — «Євангеліє учителноє».

## Розвиток друкарства в Кременці
Стале друкарство започатковане у Кременці після заснування 1633 року при Богоявленському православному монастирі братства, яке заклало школу і друкарню. Нині відомі три крем'янецькі друки 1638 року: підручник «Граматика» («Грамматіки или писменница язика словенскаго тщателем вькратце издана»), твір Сильвестра Косова «О мистиріях или тайнах в посполитости» і проповідь єпископа Атанасія Пузини «Синод ведле звичаю дорочного…». Є підстави вважати, що друкарня діяла не один рік, і тут видано більше книг, однак до нас вони не збереглися.
В кін. 18 ст. у Крем'янці почала працювати друкарня, що 1805–1831 належала Вищій Волинській гімназії (від 1819 — ліцей) і видавала латинською, французькою та польською мовами переважно підручники й наукові праці лише цього навчального закладу.
Є дані, що 1805 року в Кременці видані книги в єврейській друкарні.

## Розвиток друкарства в Почаєві
Найбільшою на Волині та в Галичині й однією з найвідоміших в Україні 18 ст. була друкарня Почаївського монастиря (від 1833 — лавра), що діяла від 1730 (королівський привілей на заснування друкарні — 1732) і друкувала спочатку пастирські листи. 1735 вийшла перша книга — «Служебник». До 1800 в друкарні випущено щонайменше 391 книгу. Переважна більшість з них — релігійно-церковні, надруковані церковнослов'янською й народною українською мовами, кілька десятків — мовами польською і латинською.
Найвідоміші видання Почаївської друкарні — «Євангеліє, або благовістя благодухновенних євангелістів (Почаївське Євангеліє)» (1771), «Богогласник» (1790–1791).

## Розвиток друкарства у інших містах
1760 року в містечку Олексинець (нині село Новий Олексинець Кременецького району), 1806 в с. Білозірка (нині Лановецького району) і 1809 в селі Збриж (нині Борщівського району) були видані, очевидно в мандрівних друкарнях, єврейські книги.

## Розвиток друкарства у Тернополі
У Тернополі перша друкарня почала діяти 1815 року, її власником був Н. Пітлєс. Жодного видання українською («руською») мовою у ній, як і в другій тернопільській друкарні Ю. Павловського, що відкрилася 1857 року, не було. Від початку 19 ст. традиційний спосіб книгодрукування поступово замінений новими технологіями.